# Zinza grandis
Zinza grandis är en tvåvingeart som beskrevs av Sinclair och Mcalpine 1995. Zinza grandis ingår i släktet Zinza och familjen myllflugor. Inga underarter finns listade i Catalogue of Life.